# Мигул Пулар
Мигул Пулар (настоящее имя — Николай Георгиевич Краснов, род. 1952) — чувашский поэт и переводчик, главный редактор чувашского сатирического журнала «Капкӑн» (2005—2007).

## Биография
Родился 10 февраля 1952 года в деревне Тойси-Паразуси.
Окончил Литературный институт им. А. М. Горького (1981). Затем служил в Советской армии.
Работал на Чебоксарском агрегатном заводе. Позже — в ибресинской районной газете «Çĕнтерÿшĕн» и в редакции журнала «Капкăн» (с 1981 года).
Член Союза писателей России (1995), печатался под псевдонимом Микул Пулар. Автор поэтических сборников «Çĕнĕ кĕвĕ» («Первые шаги», 1976), «Хĕвел пайăрки» («Луч солнца», 1981) и других.